# Stiphropus lugubris
Stiphropus lugubris là một loài nhện trong họ Thomisidae.
Loài này thuộc chi Stiphropus. Stiphropus lugubris được miêu tả năm 1873 bởi Gerstäcker.